# I Saw the Light
I Saw the Light è un film del 2015 diretto da Marc Abraham.
Il film è basato sul libro Hank Williams: The Biography e narra la vita del cantautore country Hank Williams, interpretato da Tom Hiddleston.
Il titolo è lo stesso della nota canzone di Williams del 1948.

## Trama
Il film si concentra sull'ascesa nel mondo della musica di Hank Williams, passando anche per la sua tumultuosa vita sentimentale e per l'abuso di alcol.